# Facundo Roncaglia
Facundo Sebastián Roncaglia (* 10. Februar 1987 in Chajarí, Entre Ríos) ist ein argentinischer Fußballspieler auf der Position eines Verteidigers.

## Leben
Roncaglia erhielt seinen ersten Profivertrag bei Argentiniens populärstem Verein Boca Juniors, bei dem er von 2007 bis 2012 unter Vertrag stand. Zweimal ausgeliehen, bestritt er die Saison 2009/10 beim spanischen Klub Espanyol Barcelona und die darauffolgende Saison 2010/11 erneut in seiner Heimat bei Bocas Ligakonkurrenten Estudiantes de La Plata. Im selben Zeitraum gewann Roncaglia insgesamt dreimal den argentinischen Meistertitel; mit Boca die Apertura 2008 und 2011 sowie dazwischen mit den Estudiantes die Apertura 2010.
Vor der Saison 2012/13 wechselte Roncaglia zur AC Florenz in die italienische Serie A. Zur Saison 2014/15 wurde er an den CFC Genua verliehen. Im Sommer 2016 wechselte er zu Celta Vigo. Anfang 2019 wurde er für ein halbes Jahr an den FC Valencia verliehen. Im Anschluss schloss er sich CA Osasuna an. Nach zwei Jahren verließ er den Verein und wechselte nach Zypern zu Aris Limassol. 2022 bis 2023 spielte Roncaglia bei Boca Juniors und wechselte 2024 zu CA Sarmiento.

### Nationalmannschaft
Sein Debüt im Dress der argentinischen Nationalmannschaft feierte er in einem Mitte November 2013 ausgetragenen Testspiel gegen Ecuador, das torlos endete.

## Erfolge
- Argentinischer Meister: Apertura 2008, Apertura 2010, Apertura 2011
- Argentinischer Pokalsieger: 2011/12